# Jack Johnson (actor)
Jack Laurence Johnson (7 de abril de 1987) es un actor estadounidense, conocido por su papel como Will Robinson en la película de 1998, Lost in Space.
Johnson nació en Los Ángeles, California, donde vivió, antes de asistir a la Universidad Wesleyana en Connecticut. Sus abuelos paternales son Nunnally Johnson y la actriz Dorris Bowdon.